# Обриеж
Обриеж (серб. Обријеж / Obrijež) — село в общине Биелина Республики Сербской Боснии и Герцеговины. Население составляет 192 человека по переписи 2013 года.